# Каменка (приток Казака)
Каменка (в верховье балка Каменка; Шилова балка) — река в Бериславском районе Херсонской области Украины.

## Балки Херсонской области
В настоящее время в Херсонской области насчитывается более 40 балок и Шилова балка входит в их число. В этом регионе все или почти все балки находятся вблизи Каховского водохранилища, Днепра или Днепро-Бугского лимана и соединяются с этими водоёмами — впадают в них.

## Расположение и особенности
Шилова балка находится в центральной части Бериславского района Херсонской области. Северная часть (верховья) балки начинается вблизи села Томарино, далее балка продолжается на юг и юг-юго-восток. Вблизи села Отрадокаменка балка впадает в реку Днепр. Общая длина центральной (главной) долины Шиловой балки — около 12 км, ширина от 160 м до 1,5 км, глубина до 30 м. Имеется 6 разветвлений.
Слева принимает водоток из балки Гультина.

## Антропогенные преобразования и хозяйственное использование
После строительства Каховской ГЭС воды из Каховского водохранилища поднялись до уровня т. н. фильтрующихся пород и стали по ним течь в направлении понижений рельефа. На склонах и на дне Шиловой балки появились источники. Поэтому уже в 1950-х годах здесь возник не очень обильный, но постоянный водный поток. В середине 1960-х гг. были построены дамбы, образовалась система прудов. В этих прудах осуществлялось разведение рыбы, но в последние годы в Шиловой балке сколь-нибудь эффективного выращивания рыбы не велось. Склоны балки во многих местах были засажены деревьями и кустарниками; возникли небольшие лесные массивы.

## Природоохранная ценность
В верхней части (к северу от автомобильной дороги Херсон — Берислав) балка мало изменена хозяйственной деятельностью. Прудов здесь нет, дно и склоны не были распаханы и здесь сохранились небольшие участки целинной степи. В условиях практически полной распашки, которой была подвергнута Херсонская область, такие участки представляют особую ценность. В настоящее время для Шиловой Балки описаны до 30 редких и исчезающих видов — грибов, лишайников, растений и животных. Здесь, например, обычен внесенный в «Красную книгу» Украины крупный нелетающий кузнечик степная дыбка. Еще в 1990-х годах стало ясно, что Шилова балка нуждается в охране. Под руководством известного исследователя растительного мира Украины, заведующего кафедрой ботаники Херсонского Государственного университета (в то время — пединститута) Михаила Бойко в 1995 году было разработано обоснование по созданию ботанического заказника «Шилова Балка». По ряду причин заказник в те годы не был создан. В сентябре 2010 года было разработано и подано в Управление по охране окружающей природной среды в Херсонской области обоснование по созданию ландшафтного заказника общегосударственного значения. Было предложено создать заказник на всей территории и всех акваториях балки и на сопредельных участках — всего на площади в 760 га.
В целом, эта инициатива была поддержана, было получено согласование в Министерстве по охране окружающей среды Украины. Областным управлением по охране окружающей природной среды подготавливаются документы для получения согласований на областном уровне. Необходимы согласования от Херсонского областного совета, от Бериславского районного отдела земельных ресурсов и от владельцев и пользователей тех территорий, которые должны войти в состав заказника.
Ожидается, что ландшафтный заказник «Шилова балка» будет создан в первой половине 2011 года.